# Мессия (оратория)
«Месси́я» (англ. Messiah, HWV 56, 1741) — оратория для солистов, хора и оркестра Георга Фридриха Генделя, одно из наиболее известных сочинений в жанре оратории.

## Обзор
В иудаизме и христианстве Мессия («Помазанник») —
ниспосланный Богом на землю Спаситель.
Для христиан Мессия — Иисус Христос.
Гендель был благочестивым христианином, и его сочинение
представляет жизнь Иисуса Христа и её значимость в соответствии
с христианским вероучением. Текст для оратории взят
из общепринятого в то время среди англоязычных протестантов
перевода Библии — Библии короля Якова.
«Мессия» — самое известное произведение Генделя
(по популярности к нему приближается только «Музыка на воде»),
остающееся необычайно популярным среди любителей
классической музыки.
Гендель назвал свою ораторию «Messiah» (без артикля «The»),
однако её очень часто ошибочно именуют «The Messiah».
Это народное название стало настолько привычным,
что правильное уже режет слух.
Хотя оратория задумывалась и была впервые исполнена на Пасху,
после смерти Генделя стало традиционным исполнять «Мессию»
в период адвента, рождественского поста. В рождественские
концерты обычно включается только первая часть оратории
и хор «Аллилуйя», но некоторые оркестры исполняют ораторию целиком.
Это произведение можно услышать также на пасхальной неделе,
а отрывки, повествующие о воскресении, часто включаются
в пасхальные церковные богослужения.
Арию сопрано «I know that my Redeemer liveth»
(«А я знаю, Искупитель мой жив»)
можно услышать во время заупокойных служб.
Позднее, уже в XIX веке, французский композитор Шарль Валантен Алькан создал целых две транскрипции отдельных номеров оратории для педальера (фортепиано с ножной клавиатурой, как у органа) - первая из них, ми-бемоль минор op.66-12 - это транскрипция номеров 26 (речитатива "Thy rebuke has broken his heart") и 27 (арии "Behold and see"), а вторая, си мажор op.72-12 - это переложение номера под названием "Пасторальная симфония".

## Структура
Оратория состоит из трёх частей. Большая часть либретто взята из Ветхого Завета. Основу первой части оратории составляет Книга пророка Исаия, в которой предсказывается приход Мессии. Есть несколько цитат из Евангелий в конце первой и начале второй части: об ангеле, явившемся к пастухам, из Евангелия от Луки, две загадочные цитаты из
Евангелия от Матфея и одна из Евангелия от Иоанна («Behold the Lamb of God», «Агнец Божий»).
Во второй части использованы тексты пророчеств Исаия и цитаты из Псалтири. Третья часть включает одну цитату из
Книги Иова («I know that my Redeemer liveth», «А я знаю, Искупитель мой жив»), а далее в основном использован текст
Первого послания к Коринфянам святого апостола Павла. Интересно также, что самый известный хор «Hallelujah» («Аллилуйя») в конце второй части и финальный хор «Worthy is the Lamb that was slain» («Достоин Агнец закланный») взяты из
Книги Откровения Иоанна Богослова, единственной книги пророчеств в Новом Завете.
Либретто составлено Чарльзом Дженненсом из фрагментов Библии короля Якова. Ч. Дженненс задумывал произведение как оперу в трёх действиях, каждое из которых состоит из нескольких сцен:
I
I — пророчество о спасении;
II — пророчество о приходе Мессии и вопрос, что это предвещает миру;
III — пророчество о рождении Христа;
IV — явление ангелов пастухам;
V — чудеса Христовы на земле.
II
I — принесение в жертву, бичевание и крестные муки;
II — смерть и воскресение Христово;
III — вознесение;
IV — Господь раскрывает свою сущность на небесах;
V — начало проповедничества;
VI — мир и его правители отвергают Евангелия;
VII — триумф Господа.
III
I — обещание искупления грехопадения Адама;
II — Судный день;
III — победа над смертью и грехом;
IV — прославление Иисуса Христа.
По такому разделению легко определить, какие части считаются подходящими для Рождества, а какие для Пасхи. Номера 1—18 первой части, соответствующие сценам i—iv, рассматриваются как рождественские фрагменты, номера 19 и 20 первой части и номер 22 второй части можно считать переходными, всё остальное подходит для Пасхи. По этой схеме хор «Аллилуйя», который многие считают рождественским песнопением, определённо относится к пасхальной части. Тем не менее многие хоровые общества исполняют произведение целиком в произвольное время года на радость слушателям.

## Работа над ораторией и премьера
В конце лета 1741 года Гендель, находящийся на пике своей музыкальной карьеры, однако отягощённый долгами, начинает сочинять музыку к основанному на библейских сюжетах либретто Ч. Дженненса. Работа была начата 22 августа, первая часть была закончена 28 августа, вторая — 6 сентября, третья — 12 сентября, к 14 сентября оратория была инструментована. Всего Генделю потребовалось 24 дня, чтобы написать такое грандиозное произведение. В брошюре хорового общества дублинского Тринити Колледжа утвержадется, что когда Гендель сочинял «Мессию», его слуга часто заставал композитора тихо плачущим за столом, настолько Генделя очаровывала красота и величие музыки, выходящей из-под его пера.
Ораторию начали уже репетировать, но Гендель неожиданно уезжает в Дублин по приглашению герцога Девонширского, наместника английского короля в Ирландии. Композитора принимают с большим радушием, он даёт концерты весь сезон (с декабря 1741 по апрель 1742).
Оратория «Мессия» была впервые исполнена 13 апреля 1742 года во время благотворительного концерта на Фишэмбл Стрит в дублинском районе Темпл-Бар. Перед концертом пришлось преодолевать организационные трудности и в последний момент вносить изменения в партитуру. Дж. Свифт,
будучи деканом дублинского собора Сент-Патрик, оказал некоторое давление и вообще запретил исполнение «Мессии» на некоторое время. Он требовал, чтобы произведение было переименовано в «Священную ораторию» и чтобы деньги, полученные от концерта, пошли на помощь местной больнице для умалишённых.
На премьере «Мессии» Гендель руководил исполнением за клавесином, оркестром дирижировал Маттью Дуборг — ученик Джеминиани, ирландский скрипач, дирижёр и композитор, работавший с Генделем в Лондоне с 1719 года. Сольные партии пели сопрано К.-М. Аволио, меццо-сопрано М. Сиббер, альты У. Лэмб и Д. Уэрд, тенор Д. Бейли и бас Д. Мейсон, в исполнении участвовали два небольших хора (около 20 человек) обоих соборов Дублина.
В Лондоне, где премьера состоялась 23 марта 1743 года, «Мессию» встретили настороженно. На протяжении семи лет оратория шла без оригинального названия и принимались достаточно сдержанно. Только начиная с лондонского представления 23 марта 1749 года оратория зазвучала под своим подлинным названием и получила, наконец, полное и безоговорочное признание. С 1750 года Гендель ежегодно весной перед Пасхой завершал свой ораториальный сезон именно «Мессией», и последнее прижизненное исполнение состоялось 6 апреля 1759 года, за неделю до кончины композитора.
Гендель дирижировал «Мессией» многократно, часто внося изменения, чтобы удовлетворить нуждам текущего момента. В результате нет версии, которую можно было бы назвать «аутентичной», и в последующие века было сделано множество изменений и обработок. Следует отметить обработку В. А. Моцарта с немецким текстом. В настоящее время в исполнении «Мессии» участвуют оркестр, хор и четыре солиста: бас, тенор, контральто или контртенор и сопрано.
В лондонских исполнениях оратории прославились тенора Д. Бирд и Т. Лоу, басы Т. Райнхолд, С. Чэмпиесс и Р. Уэсс, сопрано Э. Дюпарк (Франчезина), Д. Фрази и К. Пассерини, меццо-сопрано К. Галли и альт Г. Гваданьи.
Триумфальное шествие «Мессии» по Европе состоялось только после смерти Генделя. Первым исполнением оратории в Германии в 1772 году в Гамбурге руководил М. Арн, далее последовали гамбургское исполнение 1775 года под управлением К. Ф. Э. Баха в немецком переводе Клопштока и Эбелинга, в 1777 году под управлением аббата Фоглера в Мангейме, в 1780 и 1781 годах в Веймаре под управлением В. Вольфа в переводе Гердера. В 1786 году А. Хиллер руководил первым исполнением «Мессии» на итальянском языке.
Дом, где Гендель работал над «Мессией», ныне превращён в дом-музей Генделя (англ. Handel House Museum) и открыт для посещений.

## Музыкальный язык
Гендель известен использованием во многих своих произведениях
особой манеры письма, когда нотная запись как бы рисует
соответствующий текст.
Возможно, самым известным и часто приводимым примером этой техники
является теноровая ария «Every valley shall be exalted»
из начала первой части «Мессии». К словам
«… and every mountain and hill made low;
the crooked straight and the rough places plain»
(«всякая гора и холм да понизятся,
кривизны выпрямятся и неровные пути сделаются гладкими»)
Гендель сочинил такую музыку:
Мелодия поднимается к верхнему фа диезу на первом слоге
«mountain» («гора») и опускается на октаву на втором слоге.
Четыре ноты слова «hill» («холм») образуют небольшой холм,
на слово «low» («низкий») приходится самая низкая нота фразы.
На слове «crooked» («кривой») мелодия переходит с до диеза на си,
чтобы остаться на си на слове «straight» («прямой»).
Слово «plain» («гладкий, ровный») в большинстве случаев
приходится на верхнее ми, длящееся три такта с небольшой вариацией.
Гендель применяет тот же приём во время повторения финальной фразы:
«кривизны» кривы, а на слове «гладкий» мелодия спускается
на три длинные равнины.
Гендель использует эту технику на протяжении всей арии,
особенно на слове «exalted» («возвышенный»),
на которое приходятся несколько мелизмов из шестнадцатых
и два скачка к верхнему ми:
Для языка английской поэзии того времени было характерно, что
суффикс «-ed» прошедшего времени и причастий прошедшего времени
слабых глаголов часто произносился как отдельный слог,
как, например, в приведённом фрагменте из «And the glory of the Lord»:
Слово «revealed» должно было произноситься на три слога.
Во многих печатных изданиях буква «e»,
которая не произносилась в речи,
но должна была быть спетой как отдельный слог,
отмечалась особым знаком «гравис»: «revealèd».

## «Аллилуйя»
Самый известный фрагмент оратории —
хор «Аллилуйя», который завершает вторую из трёх частей.
Текст взят из трёх стихов
Апокалипсиса:
И слышал я как бы голос многочисленного народа, как бы шум вод многих, как бы голос громов сильных, говорящих: аллилуия! ибо воцарился Господь Бог Вседержитель. [Откр. 19:6]
И седьмой Ангел вострубил, и раздались на небе громкие голоса, говорящие: царство мира соделалось царством Господа нашего и Христа Его, и будет царствовать во веки веков. [Откр. 11:15]
На одежде и на бедре Его написано имя: «Царь царей и Господь господствующих». [Откр. 19:16]
Во многих странах мира принято вставать во время исполнения этой части.
Традиция восходит к эпизоду, когда
король Великобритании Георг II
был так потрясён музыкой, что слушал её стоя.
Как и ныне, когда король стоит, стоят и все присутствующие.
Однако сейчас эта история не считается достоверной:
король мог и вовсе не присутствовать на премьере.
Люди, не знакомые с произведением, иногда уходят после этого номера,
полагая, что это конец оратории, в то время как «Аллилуйя»,
как было сказано выше, просто завершает вторую из трёх частей произведения.

## Состав оратории
В автографах «Мессии» нумерация частей отсутствует. Ныне наиболее распространены два способа сквозной нумерации оратории: (а) традиционная (закреплённая в издании Novello, 1959, 53 части) и (б) новая (по критическому изданию Бэренрайтера, 1965, 47 частей). В нижеследующем списке использована традиционная нумерация.
В исполнительской практике отдельные вокальные номера исполняются (регистрово) разными голосами, что отчасти продиктовано волюнтаризмом самого Генделя (см., например, № 6 и 19), отчасти ограничениями конкретного исполнительского коллектива.
Русский текст библейских стихов дан по синодальному переводу.
No. 1. Увертюрао файле
No. 2. Аккомпанированный речитатив (тенор): Comfort ye my peopleо файле
Ис. 40:1-3
Comfort ye, comfort ye my people, saith your God; speak ye comfortably to Jerusalem; and cry unto her, that her warfare is accomplishèd, that her iniquity is pardoned.
The voice of him that crieth in the wilderness, Prepare ye the way of the Lord, make straight in the desert a highway for our God.
Утешайте, утешайте народ Мой, говорит Бог ваш; говорите к сердцу Иерусалима и возвещайте ему, что исполнилось время борьбы его, что за неправды его сделано удовлетворение.
Глас вопиющего в пустыне: приготовьте путь Господу, прямыми сделайте в степи стези Богу нашему.
No. 3. Ария (тенор): Every valley shall be exaltedо файле
Ис. 40:4
Every valley shall be exalted, and every mountain and hill made low; the crooked straight, and the rough places plain.
Всякий дол да наполнится, и всякая гора и холм да понизятся, кривизны выпрямятся и неровные пути сделаются гладкими.
No. 4. Хор: And the glory of the Lordо файле
Ис. 40:5
And the glory of the Lord shall be revealèd, and all flesh shall see it together; for the mouth of the Lord hath spoken it.
И явится слава Господня, и узрит всякая плоть [спасение Божие]; ибо уста Господни изрекли это.
No. 5. Аккомпанированный речитатив (бас): Thus saith the Lordо файле
Агг. 2:6, 7
Thus saith the Lord of Hosts: --Yet once a little while and I will shake the heavens, and the earth, the sea, and the dry land; and I will shake all nations, and the desire of all nations shall come.
Ибо так говорит Господь Саваоф: еще раз, — и это будет скоро, — Я потрясу небо и землю, море и сушу, и потрясу все народы, — и придет Желаемый всеми народами.
Мал. 3:1
The Lord, whom ye seek, shall suddenly come to his temple, even the messenger of the covenant, whom ye delight in; Behold, He shall come, saith the Lord of Hosts.
И внезапно придет в храм Свой Господь, Которого вы ищете, и Ангел завета, Которого вы желаете; вот, Он идет, говорит Господь Саваоф.
No. 6. Ария (сопрано, альт или бас): But who may abideо файле
Мал. 3:2
But who may abide the day of His coming, and who shall stand when He appeareth?
For He is like a refiner’s fire.
И кто выдержит день пришествия Его, и кто устоит, когда Он явится?
Ибо Он — как огонь расплавляющий.
No. 7. Хор: And He shall purifyо файле
Мал. 3:3
And He shall purify the sons of Levi, that they may offer unto the Lord an offering in righteousness.
И очистит сынов Левия, чтобы приносили жертву Господу в правде.
No. 8. Речитатив (альт): Behold, a virgin shall conceiveо файле
Ис. 7:14 — Мф. 1:23
Behold, a virgin shall conceive, and bear a Son, and shall call His name EMMANUEL, God with us.
Се, Дева во чреве приимет и родит Сына, и нарекут имя Ему Еммануил, с нами Бог.
No. 9. Ария (альт) и хор: O thou that tellest good tidings to Zionо файле
Ис. 40:9, 60:1
O thou that tellest good tidings to Zion, get thee up into the high mountain; O thou that tellest good tidings to Jerusalem, lift up thy voice with strength; lift it up, be not afraid; say unto the cities of Judah, Behold your God!
Arise, shine, for thy Light is come, and the glory of the Lord is risen upon thee.
Взойди на высокую гору, благовествующий Сион! возвысь с силою голос твой, благовествующий Иерусалим! возвысь, не бойся; скажи городам Иудиным: вот Бог ваш!
Восстань, светись, [Иерусалим], ибо пришел свет твой, и слава Господня взошла над тобою.
No. 10. Аккомпанированный речитатив (бас): For, behold, darkness shall cover the earthо файле
Ис. 60:2, 3
For, behold, darkness shall cover the earth and gross darkness the people; but the Lord shall arise upon thee, and His glory shall be seen upon thee, and the Gentiles shall come to thy light, and kings to the brightness of thy rising.
Ибо вот, тьма покроет землю, и мрак — народы; а над тобою воссияет Господь, и слава Его явится над тобою. И придут народы к свету твоему, и цари — к восходящему над тобою сиянию.
No. 11. Ария (бас): The people that walked in darknessо файле
Ис. 9:2
The people that walked in darkness have seen a great light: and they that dwell in the land of the shadow of death, upon them hath the light shined.
Народ, ходящий во тьме, увидит свет великий; на живущих в стране тени смертной свет воссияет.
No. 12. Хор: For unto us a child is bornо файле
Ис. 9:6
For unto us a Child is born, unto us a Son is given, and the government shall be upon His shoulder: and His name shall be callèd Wonderful, Counsellor, the Mighty God, the Everlasting Father, the Prince of Peace.
Ибо младенец родился нам — Сын дан нам; владычество на раменах Его, и нарекут имя Ему: Чудный, Советник, Бог крепкий, Отец вечности, Князь мира.
No. 13. Пасторальная симфонияо файле
No. 14. Речитатив (сопрано): There were shepherds abiding in the fieldо файле
Лк. 2:8
There were shepherds abiding in the field, keeping watch over their flocks by night.
В той стране были на поле пастухи, которые содержали ночную стражу у стада своего.
No. 14a. Аккомпанированный речитатив (сопрано): And lo! the Angel of the Lord came upon themо файле
Лк. 2:9
And lo! the angel of the Lord came upon them, and the glory of the Lord shone round about them, and they were sore afraid.
Вдруг предстал им Ангел Господень, и слава Господня осияла их; и убоялись страхом великим.
No. 15. Речитатив (сопрано): And the angel said unto themо файле
Лк. 2:10, 11
And the angel said unto them, Fear not; for, behold, I bring you good tidings of great joy, which shall be to all people.
For unto you is born this day in the city of David a Saviour, which is Christ the Lord.
И сказал им Ангел: не бойтесь; я возвещаю вам великую радость, которая будет всем людям:
ибо ныне родился вам в городе Давидовом Спаситель, Который есть Христос Господь.
No. 16. Аккомпанированный речитатив (сопрано): And suddenly there was with the angelо файле
Лк. 2:13
And suddenly there was with the angel a multitude of the heavenly host praising God, and saying:
И внезапно явилось с Ангелом многочисленное воинство небесное, славящее Бога и взывающее:
No. 17. Хор: Glory to Godо файле
Лк. 2:14
Glory to God in the highest, and peace on earth, good will towards men.
Слава в вышних Богу, и на земле мир, в человеках благоволение!
No. 18. Ария (сопрано): Rejoice greatly, O daughter of Zionо файле
Зах. 9:9, 10
Rejoice greatly, O daughter of Zion; Shout, O daughter of Jerusalem: behold, thy king cometh unto thee.
He is the righteous Saviour, and He shall speak peace unto the heathen.
Ликуй от радости, дщерь Сиона, торжествуй, дщерь Иерусалима: се Царь твой грядет к тебе.
Он есть истинный Спаситель, и Он возвестит мир народам.
No. 19. Речитатив (альт или сопрано): Then shall the eyes of the blind be openedо файле
Ис. 35:5, 6
Then shall the eyes of the blind be opened, and the ears of the deaf unstoppèd; then shall the lame man leap as an hart, and the tongue of the dumb shall sing.
Тогда откроются глаза слепых, и уши глухих отверзутся. Тогда хромой вскочит, как олень, и язык немого будет петь.
No. 20. Дуэт (альт, сопрано): He shall feed his flock like a shepherdо файле
Ис. 40:11
Альт: He shall feed His flock like a shepherd; and He shall gather the lambs with His arm, and carry them in His bosom, and gently lead those that are with young.
Как пастырь Он будет пасти стадо Своё; агнцев будет брать на руки и носить на груди Своей, и водить дойных.
Мф. 11:28, 29
Сопрано: Come unto Him, all ye that labour and are heavy laden, and He shall give you rest.
Take His yoke upon you, and learn of Him for He is meek and lowly of heart: and ye shall find rest unto your souls.
Придите ко Мне все труждающиеся и обремененные, и Я успокою вас;
возьмите иго Мое на себя и научитесь от Меня, ибо Я кроток и смирен сердцем, и найдете покой душам вашим.
No. 21. Хор: His yoke is easy, and His burthen is lightо файле
Мф. 11:30
His yoke is easy and His burthen is light.
Иго Мое благо, и бремя Мое легко.
No. 22. Хор: Behold the Lamb of Godо файле
Ин. 1:29
Behold the Lamb of God, that taketh away the sins of the world.
Вот Агнец Божий, Который берет на Себя грех мира.
No. 23. Ария (альт): He was despisedо файле
Ис. 53:3
He was despisèd and rejected of men: a man of sorrows, and acquainted with grief.
Он был презрен и умален пред людьми, муж скорбей и изведавший болезни.
Ис. 50:6
He gave His back to the smiters, and His cheeks to them that plucked off the hair: He hid not His face from shame and spitting.
Я предал хребет Мой биющим и ланиты Мои поражающим; лица Моего не закрывал от поруганий и оплевания.
No. 24. Хор: Surely He hath borne our griefsо файле
Ис. 53:4, 5
Surely He hath borne our griefs, and carried our sorrows; He was wounded for our trangressions; He was bruised for our iniquities; the chastisement of our peace was upon Him.
Но Он взял на Себя наши немощи и понес наши болезни; Он изъязвлен был за грехи наши и мучим за беззакония наши; наказание мира нашего было на Нем.
No. 25. Хор: And with His stripes we are healedо файле
Ис. 53:5
And with His stripes we are healèd.
И ранами Его мы исцелились.
No. 26. Хор: All we like sheep have gone astrayо файле
Ис. 53:6
All we like sheep have gone astray; we have turnèd every one to his own way; and the Lord hath laid on Him the iniquity of us all.
Все мы блуждали, как овцы, совратились каждый на свою дорогу: и Господь возложил на Него грехи всех нас.
No. 27. Аккомпанированный речитатив (тенор): All they that see Him laugh Him to scornо файле
Пс. 21:8
All they that see Him, laugh Him to scorn, they shoot out their lips, and shake their heads saying,:
Все, видящие меня, ругаются надо мною, говорят устами, кивая головою:
No. 28. Хор: He trusted in God that He would deliver Himо файле
Пс. 21:9
He trusted in God that He would deliver Him; let Him deliver Him, if He delight in Him.
«он уповал на Господа; пусть избавит его, пусть спасет, если он угоден Ему».
No. 29. Аккомпанированный речитатив (тенор): Thy rebuke hath broken His heartо файле
Пс. 68:21
Thy rebuke hath broken His heart; He is full of heaviness. He looked for some to have pity on Him, but there was no man; neither found He any to comfort Him.
Поношение сокрушило сердце мое, и я изнемог, ждал сострадания, но нет его, — утешителей, но не нахожу.
No. 30. Ария (тенор): Behold, and see if there be any sorrowо файле
Плач 1:12
Behold, and see if there be any sorrow like unto His sorrow.
Взгляните и посмотрите, есть ли болезнь, как моя болезнь.
No. 31. Аккомпанированный речитатив (тенор): He was cut off out of the land of the livingо файле
Ис. 53:8
He was cut off out of the land of the living: for the transgression of Thy people was He stricken.
Он отторгнут от земли живых; за преступления народа Моего претерпел казнь.
No. 32. Ария (тенор): But Thou didst not leave His soul in hellо файле
Пс. 15:10
But Thou didst not leave His soul in hell; nor didst Thou suffer Thy Holy One to see corruption.
Ибо Ты не оставишь души моей в аде и не дашь святому Твоему увидеть тление.
No. 33. Хор: Lift up your heads, o ye gatesо файле
Пс. 23:7-10
Lift up your heads, O ye gates; and be ye lift up, ye everlasting doors; and the King of glory shall come in.
Who is the King of glory? The Lord strong and mighty, the Lord mighty in battle.
Lift up your heads, O ye gates; and be ye lift up, ye everlasting doors; and the King of glory shall come in.
Who is the King of glory? The Lord of Hosts, He is the King of Glory.
Поднимите, врата, верхи ваши, и поднимитесь, двери вечные, и войдет Царь славы!
Кто сей Царь славы? — Господь крепкий и сильный, Господь, сильный в брани.
Поднимите, врата, верхи ваши, и поднимитесь, двери вечные, и войдет Царь славы!
Кто сей Царь славы? — Господь сил, Он — царь славы.
No. 34. Речитатив (тенор): Unto which of the Angels said Heо файле
Евр. 1:5
Unto which of the angels said He at any time, Thou art my Son, this day have I begotten Thee?
Ибо кому когда из Ангелов сказал Бог: Ты Сын Мой, Я ныне родил Тебя?
No. 35. Хор: Let all the angels of God worship Himо файле
Евр. 1:6
Let all the angels of God worship Him.
И да поклонятся Ему все Ангелы Божии.
No. 36. Ария (сопрано/бас): Thou art gone up on highо файле
Пс. 67:19
Thou art gone up on high, Thou hast led captivity captive, and receivèd gifts for men; yea, even for Thine enemies, that the Lord God might dwell among them.
Ты восшел на высоту, пленил плен, принял дары для человеков, так чтоб и из противящихся могли обитать у Господа Бога.
No. 37. Хор: The Lord gave the wordо файле
Пс. 67:12
The Lord gave the word: great was the company of the preachers.
Господь даст слово: провозвестниц великое множество.
No. 38. Ария (сопрано): How beautiful are the feet of themо файле
Рим. 10:15
How beautiful are the feet of them that preach the gospel of peace, and bring glad tidings of good things.
Как прекрасны ноги благовествующих мир, благовествующих благое!
No. 39. Хор (в др. авторских редакциях — ариозо тенора или сопрано): Their sound is gone out into all landsо файле
Рим. 10:18
Their sound is gone out into all lands, and their words unto the ends of the world.
По всей земле прошел голос их, и до пределов вселенной слова их.
No. 40. Ария (бас): Why do the nations so furiously rageо файле
Пс. 2:1, 2
Why do the nations so furiously rage together? [and] why do the people imagine a vain thing?
The kings of the earth rise up, and the rulers take consel together against the Lord, and against His Annointed.
Зачем мятутся народы, и племена замышляют тщетное?
Восстают цари земли, и князья совещаются вместе против Господа и против Помазанника Его.
No. 41. Хор: Let us break their bonds asunderо файле
Пс. 2:3
Let us break their bonds asunder, and cast away their yokes from us.
Расторгнем узы их, и свергнем с себя оковы их.
No. 42. Речитатив (тенор): He that dwelleth in heavenо файле
Пс. 2:4
He that dwelleth in heaven shall laugh them to scorn; the Lord shall have them in derision.
Живущий на небесах посмеется, Господь поругается им.
No. 43. Ария (тенор): Thou shalt break themо файле
Пс. 2:9
Thou shalt break them with a rod of iron; Thou shalt dash them in pieces like a potter’s vessel.
Ты поразишь их жезлом железным; сокрушишь их, как сосуд горшечника.
No. 44. Хор: Hallelujahо файле
Откр. 19:6; 11:15; 19:16
HALLELUJAH! for the Lord God omnipotent reigneth.
The kingdom of this world is become the kingdom of our Lord, and of His Christ: and He shall reign for ever and ever.
KING OF KINGS, and LORD OF LORDS, HALLELUJAH!
Аллилуия! ибо воцарился Господь Бог Вседержитель.
Царство мира соделалось царством Господа нашего и Христа Его, и будет царствовать во веки веков.
Царь царей и Господь господствующих.
No. 45. Ария (сопрано): I know that my Redeemer liveth
Иов. 19:25, 26
I know that my Redeemer liveth, and that He shall stand at the latter day upon the earth:
And though worms destroy this body, yet in my flesh shall I see God.
А я знаю, Искупитель мой жив, и Он в последний день
восставит из праха распадающуюся кожу мою сию, и я во плоти моей узрю Бога.
1 Кор. 15:20
For now is Christ risen from the dead, the first-fruits of them that sleep.
Но Христос воскрес из мертвых, первенец из умерших.
No. 46. Хор: Since by man came death
1 Кор. 15:21, 22
Since by man came death, by man came also the resurrection of the dead. For as in Adam all die, even so in Christ shall all be made alive.
Ибо, как смерть через человека, так через человека и воскресение мертвых. Как в Адаме все умирают, так во Христе все оживут.
No. 47. Аккомпанированный речитатив (бас): Behold, I tell you a mystery
1 Кор. 15:51, 52
Behold, I tell you a mystery: We shall not all sleep; but we shall all be changed in a moment, in a twinkling of an eye, at the last trumpet.
Говорю вам тайну: не все мы умрем, но все изменимся вдруг, во мгновение ока, при последней трубе.
No. 48. Ария (бас): The trumpet shall sound
1 Кор. 15:52, 53
The trumpet shall sound, and the dead shall be raised in corruptible, and we shall be changed.
For this corruptible must put on incorruption, and this mortal must put on immortality.
Ибо вострубит, и мертвые воскреснут нетленными, а мы изменимся.
Ибо тленному сему надлежит облечься в нетление, и смертному сему облечься в бессмертие.
No. 49. Речитатив (альт): Then shall be brought to pass
1 Кор. 15:54
Then shall be brought to pass the saying that is written: Death is swallowed up in victory.
Тогда сбудется слово написанное: «поглощена смерть победою».
No. 50. Дуэт (альт и тенор): O death, where is thy sting?
1 Кор. 15:55, 56
O death, where is thy sting? O grave, where is thy victory? The sting of death is sin, and the strength of sin is the law.
«Смерть! где твое жало? ад! где твоя победа?» Жало же смерти — грех; а сила греха — закон.
No. 51. Хор: But thanks be to God
1 Кор. 15:57
But thanks be to God, who giveth us the victory through our Lord Jesus Christ.
Благодарение Богу, даровавшему нам победу Господом нашим Иисусом Христом!
No. 52. Ария (сопрано): If God be for us, who can be against us?
Рим. 8:31, 33, 34
If God be for us, who can be against us? who shall lay any thing to the charge of God’s elect? It is God that justifieth, who is he that condemneth?
It is Christ that died, yea, rather, that is risen again, who is at the right hand of God, who makes intercession for us.
Если Бог за нас, кто против нас? Кто будет обвинять избранных Божиих? Бог оправдывает их. Кто осуждает?
Христос Иисус умер, но и воскрес: Он и одесную Бога, Он и ходатайствует за нас.
No. 53. Хор: Worthy is the Lamb that was slain
Откр. 5:12, 13
Worthy is the Lamb that was slain, and hath redeemed us to God by His blood, to receive power, and riches, and wisdom, and strength, and honour, and glory, and blessing.
Blessing and honour, glory and power, be unto Him that sitteth upon the throne, and unto the Lamb, for ever and ever.
Amen.
Достоин Агнец закланный принять силу и богатство, и премудрость и крепость, и честь и славу и благословение.
Сидящему на престоле и Агнцу благословение и честь, и слава и держава во веки веков.
Аминь.